# Каталог звёздных ультрафиолетовых потоков
Каталог звёздных ультрафиолетовых потоков (TD1) — астрономический каталог, составленный в 1978 году на основе регистрации ультрафиолетового излучения звёзд вплоть до 10-й видимой величины. Съёмка велась ультрафиолетовым телескопом на борту спутника TD-1 Европейской организации космических исследований (ESRO) (позже реорганизованной в Европейское космическое агентство).

## История
Каталог был опубликован в 1978 под названием Каталог звёздных ультрафиолетовых потоков (TD1): Сборник абсолютных звёздных потоков, измеренных с помощью Sky Survey Telescope (S2 / 68) на спутнике ESRO TD-1 (англ. Catalogue of stellar ultraviolet fluxes (TD1): A compilation of absolute stellar fluxes measured by the Sky Survey Telescope (S2/68) aboard the ESRO satellite TD-1).

## Научная значимость
По состоянию на ноябрь 2019 года в реферируемых журналах было 271 ссылка на этот каталог.